# Animales Sin Hogar
Animales Sin Hogar (ASH) es una  asociación civil uruguaya sin fines de lucro (Personería Jurídica 9985) fundada el 16 de noviembre de 2003. Está compuesta por voluntarios que fomentan la adopción y tenencia responsable de animales de compañía y el bienestar de los animales en general. Su objetivo principal es mantener una base de datos nacional en línea de perros y gatos perdidos, encontrados y en adopción, así como brindar apoyo a otras protectoras. Si bien en sus inicios la organización se enfocó en el cuidado de animales domésticos fundamentalmente (650 perros y 180 gatos), en agosto de 2007 comenzó a ocuparse también de un promedio de 250 caballos provenientes de la ciudad de Montevideo, que fueron requisados a sus dueños por malos tratos. Al año 2010, la organización brinda a través de sus voluntarios un servicio de hogar transitorio de 180 hectáreas, para muchos animales y está a cargo de los mismos durante todo el tiempo que sea necesario hasta que finalice el proceso de adopción.
Su sede fue en la Avenida 18 de Julio 920, posteriormente se mudaron a la calle Andes 1464 en Montevideo.

## Campañas
La organización ha realizado diferentes campañas, como "Identifica a tu mascota", "Adopta un animal adulto", "Padrinos" y también ha impulsado caminatas pacíficas en defensa de los derechos de los animales, etc. Actualmente trabajan para la difusión y la aprobación de una Ley de Protección Animal en su país, ya que hasta la fecha los derechos de los animales son ignorados por la legislación vigente en Uruguay.
En noviembre de 2013 la organización cumplió diez años y lo celebró con un evento al que asistieron más de tres mil personas, entre las que se encontraban Fernando Vilar, Julissa Reynoso, entre otros.
En octubre de 2014, Animales Sin Hogar gestionó desde Uruguay el traslado de tres leones (un macho y dos hembras) de zoológicos del interior del país, a un santuario para animales salvajes en Denver, Estados Unidos.
En noviembre de 2015 Animales sin Hogar junto con Fundación Celeste presentaron su Calendario solidario 2016. En el calendario participan Selección Uruguaya de Fútbol combina dos pasiones de los uruguayos: los animales y el fútbol.
La ONG tiene un espacio de 180 hectáreas en el que viven 10 vacas y un novillo.
En mayo de 2015, inauguraron el espacio ubicado en Avenida 18 de Julio 920, donde se realizan talleres, jornadas de adopción, jornadas de padrinazgo, el local cuenta con Café ASH.
En julio de 2016, lanzó la campaña «Adoptar no es una Moda». Forman parte de la campaña: Claudia Fernández, Nano Fole, Martín Inthamoussu, Ximena Torres y Julieta Rada.
En 2017, la organización tiene en su chacra a unos 1900 animales. Los animales son unos 800 perros, 100 gatos, 300 caballos, entre 500 y 1000 gallinas, 20 chanchos, algunas cabras y chivos, varias palomas que no pueden volar, ovejas, vacas, gansos y un mono babuino.
Ese mismo año atraviesa una crisis en su predio principal y debió comenzar a reducir su plantilla de unos 30 o 20 empleados; por lo que recurre a una campaña de recolección de fondos.

"Animales Sin Hogar tiene implementado un mecanismo de adopción que puede parecer burocrático, pero nos ha demostrado que es lo que mejor funciona. Uno invierte en ellos afectiva y económicamente, y si los damos en adopción es para mejorar su calidad de vida."
L. Medina